# Polyxena av Hessen-Rheinfels-Rotenburg

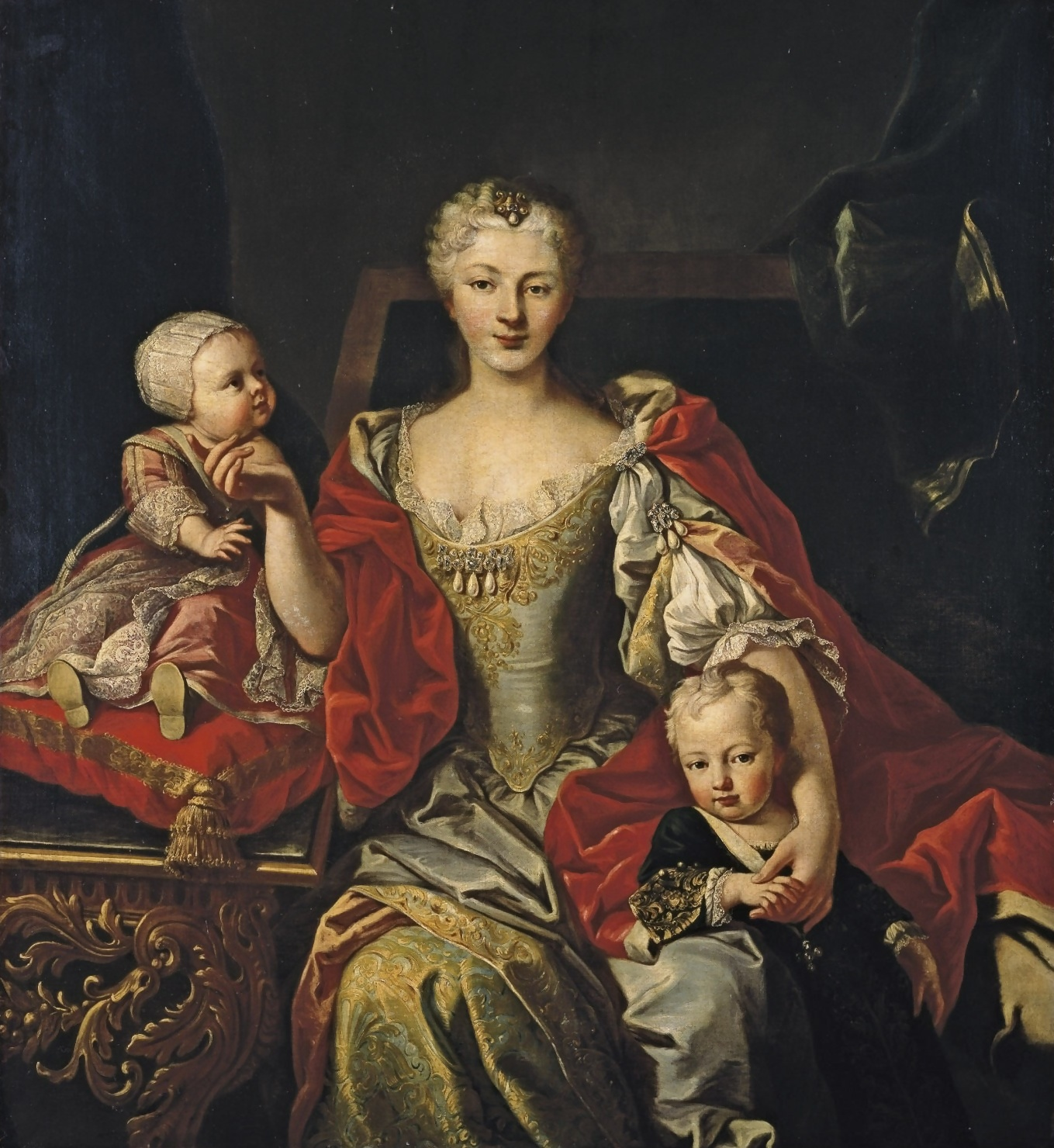
Polyxena av Hessen-Rotenburg med sina barn Viktor Amadeus III av Sardinien och Eleonora.

Polyxena av Hessen-Rheinfels-Rotenburg (Polyxena Christina Johanna) född i Langenschwalbach 21 september 1706, död 13 januari 1735 i Turin,  drottning av Sardinien. Gift 1724 med kung Karl Emanuel III av Sardinien. Hon var dotter till lantgreve Ernst Leopold av Hessen-Rotenburg och Eleonora av Löwenstein-Wertheim. 

## Biografi
Polyxena var syskonbarn till Karl Emanuels förra maka Anna av Sulzbach och tillhörde den enda katolska grenen av dynastin Hessen. Hon hade varit titulärnunna vid klostret i Thorn sedan 1720. Paret förlovades 2 juli 1724, gifte sig genom ombud i Rotenburg 23 juli och genom personlig närvaro i Chablais 20 augusti samma år. Hon fick då titeln prinsessa av Piemonte. Relationen mellan Polyxena och Karl Emanuel beskrivs som god. Hon hade ett gott förhållande till sin svärmor och besökte henne ofta i Villa della Regina. 
År 1730 abdikerade svärfadern och maken blev kung. Då svärfadern 1732 förklarade att han ville återta sin position övertalade hon maken att fängsla honom i borgen Moncalieri tillsammans med hans andra morganatiska maka Anna Canalis di Cumiana, Polyxenas förra hovdam. Polyxena beskrivs som vacker, kultiverad och dygdig. Hon grundade ett hem för fattiga mödrar i Turin 1732, renoverade Villa della Regina, och kyrkan Saint Giuseppe i Turin, anlitade arkitekten Filippo Juvarra, gjorde kineseriet populärt och agerade mecenat åt målaren Giovanni Battista Crosato. Hon insjuknade i juni 1734 och avled 1735.

## Barn
1. Viktor Amadeus III av Sardinien (1726–1796).
2. Eleonora Maria Teresa (1728–1781), ogift.
3. Maria Luisa Gabriella, nunna (1729–1767).
4. Emanuele Filiberto, hertig av Aosta (1731–1735).
5. Carlo Francesco Romualdo, hertig av Chablais (1733)
6. Maria Felicita (1730–1801), ogift.